# Sydlig flodutter
Sydlig flodutter (Lontra provocax) är en art i underfamiljen uttrar som förekommer i södra Sydamerika. Den vistas ibland i angränsande havsområden men letar sin föda, i motsats till krabbuttern, främst i floder.

## Beskrivning
Denna utter når en kroppslängd mellan 1,0 och 1,2 meter inklusive den cirka 40 centimeter långa svansen. Pälsen är på ovansidan mörkbrun och på buken kanelbrun. Alla fötter har kraftiga klor. Stränderna är i utbredningsområdet vanligen klippiga och arten föredrar flod- och havsområden med låga vågor. Honor bildar vanligen små familjegrupper med sina ungar och vuxna hannar lever ensamma utanför parningstiden. Födan utgörs främst av fiskar, vattenlevande blötdjur och kräftdjur, på land har sydlig flodutter även fåglar som byte.
Födelsen sker vanligen 10 till 12 månader efter parningen men fostret vilar en längre tid och den egentliga dräktigheten uppskattas till endast 2 månader. Före förlossningen skapar honan en lya där de blinda och hjälplösa ungarna föds. Honans mjölk är mycket näringsrik och efter cirka 7 veckor börjar ungarna med fast föda. Ungarna öppnar ögonen efter ungefär en månad och börjar simma under tredje månaden. En månad senare kan de jaga egna byten och efter två till tre år blir de könsmogna. Dödligheten är mycket hög och bara en procent blir upp till 10 år gamla, de flesta dör innan de är 5 år gamla.

## Hot
Arten har inga naturliga fiender. Sydlig flodutter jagades tidigare mycket för pälsens skull och även idag förekommer illegal jakt. Dessutom hotas arten av vattenföroreningar och habitatförlust. Större populationer finns endast i Nahuel Huapi nationalpark, i Eldslandets nationalpark och på Isla de los Estados. Därför listas sydlig flodutter av IUCN som starkt hotad (endangered).